# 西東大
西東 大（さいとう だい、1971年9月27日 - ）は、NHKの管理職、元アナウンサー。

## 人物
埼玉県大宮市（現：さいたま市大宮区）出身。埼玉県立浦和高等学校、中央大学法学部法律学科卒業後、1995年にテレビ朝日に入社し、情報局に配属。スーパーモーニング・取材ディレクターとして勤務。1997年にNHKの新卒採用試験に合格。改めて、アナウンサーとして入局。2021年6月の人事で、北九州局局長に就任した。アナウンサー経験者の北九州局局長は、上田早苗以来である。2023年7月の異動で北九州局局長を退任し、福岡局（2度目）に異動、同時にアナウンサーに復帰した。2025年7月の異動で熊本局（2度目）へ異動、アナウンサーを再び離れた。

## 過去の担当番組
長野放送局時代（1997年度 - 2000年度）
- 地域医療の最先端を走る医師・鎌田實のドキュメンタリーを先駆けて取材制作。ふれあい信濃路などの番組で紹介。

広島放送局時代（2001年度 - 2004年度）
- 遠くにありて日本人（BS・2004年）取材制作。在豪絵本作家でヒロシマの被爆者・森本順子を追ったドキュメンタリー。

東京アナウンス室時代（1度目）（2005年度 - 2009年度）
- NHKニュースおはよう日本（2005年度、2007年度）‐リポーター
- つながるテレビ@ヒューマン→未来観測 つながるテレビ@ヒューマン（2006年度） - リポーター
- 特報首都圏（2008年4月 - 2010年3月） - キャスター

福岡放送局時代（1度目）（2010年度 - 2013年度）
- 福岡県・九州沖縄のニュース
- 九州沖縄インサイド（2010年度）- キャスター
- ニュースなっとく福岡（松尾剛のキャスター代行、2010年8月2-6日）
- 特報フロンティア（2011年4月 - 2014年3月）- キャスター
- NW9や九州沖縄特集にて戦争企画　「沖縄戦　残置工作員」陸軍中野学校出身の工作員の戦後を取材（2012年）
- 熱烈発信!福岡NOW（野村正育のキャスター代行、2011年8月15-19日、2013年8月12-16日）

東京アナウンス室時代（2度目）（2014年度 - 2016年6月）
- ニュースウオッチ9（2014年4月 - 2015年3月） - ニュースリーダー
- NEWS WEB（2014年4月 - 2015年3月） - ニュースリーダー[1]
- ワイルドライフ 第187回（2014年6月9日、BSプレミアム）- ナレーション
- 首都圏ネットワーク リポーター・ニュースリーダー（2015年4月 - 2016年6月）
- NHKスペシャル「あの日僕らは戦場で～少年兵の告白」（戦後70年　2015年8月放送・一部アニメドキュメント）企画・取材・制作・一部語り
- クローズアップ現代　キャスター代行（国谷キャスターの代行・2015年度）

熊本放送局時代（1度目）（2016年7月 - 2019年度）
- 放送部副部長業務
- 熊本県のニュース
- テレメッセくまもと（編集責任者）
- クマロク!（編集責任者）
- ETV特集　「わが不知火はひかり凪　石牟礼道子の遺言」ナレーション
- 熊本ローカル特番「密着！熊本城復旧プロジェクト」など熊本地震に関する特別番組では司会とナレーションも担当。
- BS1スペシャル　「よみがえる熊本城」ナレーション
- ラジオ文芸館　「海の見える理髪店（荻原浩原作）」朗読（2017年度）。ほかNHKスペシャルのナレーションなど。

東京アナウンス室時代（3度目）（2020年度 - 2021年6月）
- 2020年7月の令和2年7月豪雨、熊本放送局に応援で派遣され、災害情報を中心にローカルニュースを担当した。

北九州放送局時代（2021年7月 - 2023年6月）
- 局長業務
- NHKスペシャル「忘れられゆく戦場～ ミャンマー 泥沼の内戦～」 語り（2022年4月21日）

福岡放送局時代（2度目）（2023年7月 - 2025年6月）※管理業務主体
- アナウンスグループ統括（部長級）
- 福岡局制作番組の編集責任者
- 九州沖縄で働くアナウンサーのサポート業務
- 福岡県・九州沖縄のニュース（不定期で、主にラジオニュースを担当）
- はっけんラジオ（不定期）
- 放送100年 地域特集「ラジオドラマで伝える 福岡のアナウンサーと戦争」（2025年3月29日・九州沖縄地方） - 制作統括
- 放送 100 年福岡発ラジオドラマ「JOLK～戦時下を生きたアナウンサーたち～」（2025年3月29日・R1＜九州沖縄地方＞） - 制作統括

熊本放送局時代（2度目）（2025年7月 - ）※他部署管理業務主体